# Prostitution à Malte

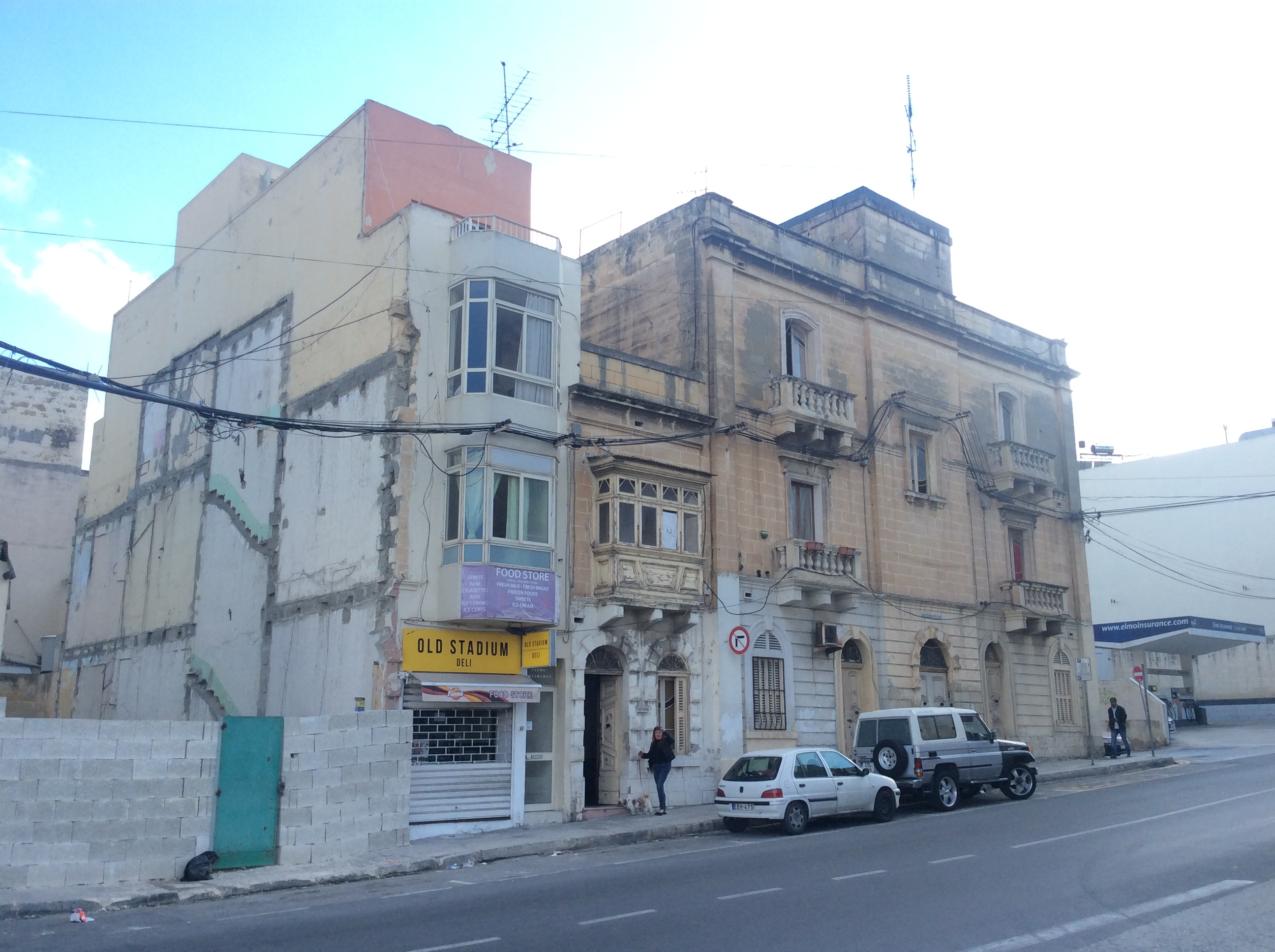
Une rue de Gzira connue pour la prostitution

La prostitution à Malte est en soi légale, mais certaines activités qui y sont liées, comme la gestion d'un lupanar et le démarchage, ne le sont pas,. Certaines infractions sont passibles de peines allant jusqu'à deux ans de prison. En mars 2008, la police et le ministère maltais de la politique sociale ont signé un protocole d'accord pour officialiser un processus de sélection de toutes les personnes arrêtées se livrant à la prostitution afin de déterminer si elles étaient victimes de traite ou d'autres abus. La loi prévoit des peines allant jusqu'à 6 ans pour impliquer des mineurs dans la prostitution.
Le Premier ministre Joseph Muscat a promis de discuter de la légalisation de la prostitution dans la perspective des élections générales maltaises de 2017. La rue détroit de La Valette, connue localement sous le nom de «Gut», a été le centre de la prostitution des années 1830 aux années 1970. Le quartier Mello de Gżira est connu comme un quartier chaud.

## Histoire

### Chevaliers de Malte
La prostitution a un long historique à Malte. Lorsque les Chevaliers Hospitaliers arrivèrent au pays en 1530, le port de Vittoriosa contenait de nombreux bordels. Outre les prostituées maltaises, il y en avait aussi de Grèce, d'Italie, d'Espagne et d'Afrique du Nord . Le géographe du roi français, Nicolas de Nicolai, a été impressionné par le nombre de prostituées dans les rues quand il a visité Vittoriosa en 1551. Avant le Grand Siège de Malte en 1565, des dispositions ont été prises pour évacuer les prostituées du pays vers la Sicile.
Lorsque les chevaliers ont déménagé de Vittoriosa à la nouvelle capitale La Valette, les prostituées ont suivi. Comme les chevaliers prononçaient des vœux de chasteté, le fait de considérer des prostituées à leur côté était considéré comme un scandale. Des prostituées étrangères ont été expulsées et les prostituées maltaises confinées dans un quartier de la ville. À l'époque, les prostituées portaient une chemise blanche nouée sous le buste et une cape blanche.
En 1608, l'inquisiteur Leonetto della Cordoba fut accusé d'avoir recherché des prostituées et renvoyé. La prostitution était également courante à Gozo.
Vers le 17e siècle, il y avait des préjugés et des lois sévères à l'égard de ceux qui étaient reconnus coupables ou qui parlaient ouvertement d'être impliqués dans des activités homosexuelles. Le voyageur et auteur anglais William Lithgow, écrivant en mars 1616, dit qu'un soldat espagnol et un adolescent maltais ont été publiquement réduits en cendres pour avoir avoué avoir pratiqué la sodomie ensemble. Craignant une fin similaire, une centaine d'hommes impliqués dans la prostitution homosexuelle ont fait voile vers la Sicile le lendemain.
En vertu d'un code introduit par le Grand Maître António Manoel de Vilhena en 1724, les hommes mariés fortunés étaient condamnés à une amende s'ils étaient reconnus coupables d'avoir utilisé le service d'une prostituée, et expulsés du pays lors de leur troisième condamnation. Les hommes de la classe inférieure ont été fouettés et condamnés aux travaux forcés pour la troisième infraction. Le code de 1784 d'Emmanuel de Rohan-Polduc interdisait aux prostituées étrangères d'entrer dans le pays et imposait des restrictions aux prostituées maltaises. Elles n'étaient pas autorisés à ouvrir leurs portes entre le lever et le coucher du soleil et n'étaient pas autorisés à entrer dans les pubs ou les tavernes. Des examens médicaux obligatoires ont été introduits.

### Période française

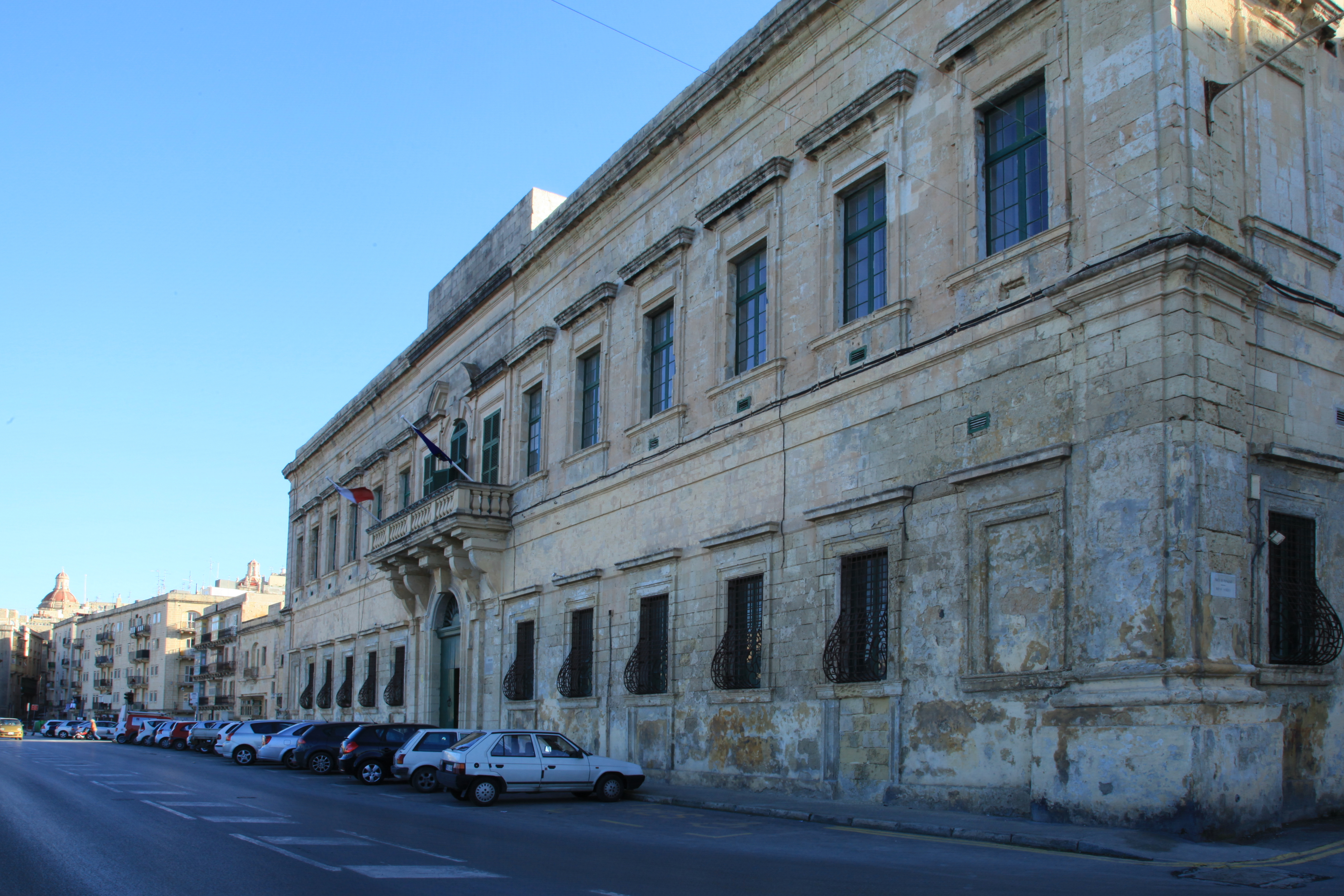
L'Auberge de Bavière était un hôpital pour maladies vénériennes à La Valette

À la suite de l'occupation française de Malte, la prostitution a augmenté. Les examens médicaux obligatoires se sont poursuivis, et les autorités ont ouvert des hôpitaux dans le monastère de Sainte-Scholastique et à l'Auberge de Bavière pour soigner les soldats atteints d'IST.

### Période britannique
Après que le pays soit passé sous le contrôle des Britanniques, la prostitution a de nouveau augmenté en raison du nombre de marins et de soldats stationnés là-bas. De nombreuses femmes mariées travaillaient comme prostituées, avec les connaissances de leur mari, en raison de difficultés économiques.
Strait Street, à La Valette, connue localement sous le nom de « Gut », était le centre de la prostitution des années 1830 aux années 1970. Les examens médicaux obligatoires se sont poursuivis jusqu'en 1859, date à laquelle on s'est rendu compte que les anciens codes n'étaient pas juridiquement applicables. Les prostituées ont donc refusé de se soumettre aux examens. En conséquence, les autorités, sous la direction du gouverneur John Le Marchant, ont décrété en vertu de l'ordonnance IV de 1861 que toutes les prostituées devaient être examinées par un médecin de la police trois fois par mois pour tenter de contrôler la propagation des IST. Si une infection était découverte, la prostituée était transportée à l'hôpital et y restait jusqu'à ce qu'elle soit guérie. Cette réglementation à Malte a eu une grande influence sur la Grande-Bretagne en introduisant la première des lois sur les maladies contagieuses en 1864 et son extension ultérieure. La fréquence des examens a été augmentée à 4 fois par mois en 1920.
Bien qu'il y ait eu des règlements pour contrôler les IST, il n'y avait pas de lois sur la prostitution jusqu'en 1898. Une nouvelle loi a été introduite interdisant les bordels, et pas plus d'une prostituée ne peut vivre dans la même maison à moins qu'elle ne soit enregistrée auprès de la police. La loi interdit également aux prostituées de vivre au rez-de-chaussée, à moins de 50 mètres d'un lieu de culte ou à proximité de locaux autorisés. En 1904, 152 prostituées étaient enregistrées, mais beaucoup d’autres n’étaient pas enregistrées.
Malte était connue par les marins britanniques comme le « lieu des trois P: pubs, prêtres et prostituées ».

## Trafic sexuel
Malte est un pays d'origine et de destination pour les femmes et les enfants victimes de trafic sexuel. Des femmes et des enfants de Malte ont également été victimes de trafic sexuel dans le pays. Les femmes d'Asie du Sud-Est travaillant comme domestiques, les ressortissantes chinoises travaillant dans des salons de massage et les femmes d'Europe centrale et d'Europe de l'Est, de Russie et d'Ukraine travaillant dans des boîtes de nuit représentent des populations vulnérables à l'exploitation.
L'article 248A-G du code pénal interdit à la fois le trafic sexuel et le trafic de main-d'œuvre et prévoit des peines de quatre à 12 ans d'emprisonnement. Le gouvernement n'a pas obtenu de condamnation depuis début 2012. Le gouvernement a mené trois enquêtes et engagé des poursuites contre quatre accusés dans une affaire, qui restait pendante à la fin de 2016. Ces efforts étaient identiques en 2015, lorsque le gouvernement a ouvert une enquête sur deux affaires et des poursuites contre deux accusés. L'appel d'une condamnation en 2012 d'un policier pour collusion présumée avec un trafiquant et la poursuite d'une affaire de 2004 impliquant un agent de police sont restés en suspens. Il n'y a pas eu de nouvelles enquêtes ou poursuites contre des employés du gouvernement complices d'infractions de traite des personnes.
Le Bureau de surveillance et de lutte contre la traite des personnes du département d'État des États-Unis classe Malte comme un pays de « niveau 2 ».